# Dominique Sidaine
Dominique Sidaine, né le 17 février 1959 à Lamotte-Beuvron (Loir-et-Cher), est un footballeur français qui évoluait au poste de gardien de but. Il a joué la majeure partie de sa carrière en Division 2.

## Carrière
- 1979-1984 : FC Tours
- 1984-1986 : CO Saint-Dizier
- 1986-1991 : US Créteil
- 1991-1993 : FC Plessis-Trévise-Villecresnes[1]
- 1993-1995 : US Créteil

Il est actuellement chargé du recrutement de l'US Créteil-Lusitanos.

## Palmarès
US Créteil
- Division 3 (Zone Nord)
  - Vainqueur : 1992[3]